# Bill Newton Dunn
Bill Newton Dunn (Greywell, 3 ottobre 1941) è un politico britannico, membro dei Liberal-Democratici.
È stato europarlamentare per le East Midlands dal 1999 (prima conservatore e LibDem poi a partire dal 2000) fino al 30 giugno 2014. È stato questore e membro dell'ufficio di presidenza del Parlamento europeo.

## Biografia
Nato a Greywell, Hampshire, figlio del tenente colonnello Owen Frank Newton Dunn, e Barbara nata Brooke, dal 1955 al 1959 Dunn ha frequentato il Marlborough College nel Wiltshire. Dunn ha studiato fisica e chimica al Gonville e al Caius College e si è unito al Partito Conservatore. Dopo aver terminato gli studi, ha lavorato nell'industria. 
È stato dal 17 luglio 1979 al 18 luglio 1994 e di nuovo dal 20 luglio 1999 membro conservatore del Parlamento europeo. Nel 2000 è passato ai Liberal-Democratici poiché i conservatori britannici erano troppo critici nei confronti dell'Europa. 

## Vita privata
Dunn è sposato e ha tre figli. Vive a Navenby e Londra.